# Пескара (провинция)
Пескара (на италиански: Provincia di Pescara) е провинция в Италия, в региона Абруцо.
Площта ѝ е 1224 км², а населението – около 313 000 души (2007). Провинцията включва 46 общини, административен център е град Пескара.

## Административно деление
Провинцията се състои от 46 общини:
- Пескара
- Абатеджо
- Алано
- Болоняно
- Бритоли
- Буси сул Тирино
- Виколи
- Вила Челиера
- Еличе
- Капеле сул Таво
- Караманико Терме
- Карпинето дела Нора
- Кастильоне а Казаурия
- Катиняно
- Колекорвино
- Корвара
- Куньоли
- Летоманопело
- Лорето Апрутино
- Манопело
- Монтебело ди Бертона
- Монтесилвано
- Москуфо
- Ночано
- Пене
- Пескара
- Пескосансонеско
- Пианела
- Пиетранико
- Пичано
- Пополи
- Рокамориче
- Рошано
- Сале
- Сан Валентино ин Абруцо Читериоре
- Сант'Еуфемия а Майела
- Серамоначеска
- Скафа
- Сполторе
- Токо да Казаурия
- Торе де' Пасери
- Туривалиняни
- Фариндола
- Чепагати
- Чивитакуана
- Чивитела Казанова
- Чита Сант'Анджело